# Klesie Kelly
Klesie Kelly, o Klesie Kelly-Moog, es una soprano estadounidense y profesora de canto en la Universidad de Música y Danza de Colonia y para clases magistrales internacionales.

## Carrera
Nacida en Kentucky, Estados Unidos, Kelly estudió canto en Alemania con Bettina Björgsten, Helmut Kretschmar y Günther Weißenborn. Más activa en conciertos que en el escenario de la ópera, ha colaborado con directores como Moshe Atzmon, Wolfgang Gönnenwein, Erich Leinsdorf, Bruno Maderna e Hiroshi Wakasugi.
En 1971, Kelly se presentó en la Mozartsaal del Konzerthaus de Viena, cantando Lieder de Purcell, Schubert y Strauss, entre otros, acompañada por Norman Shetler. Grabó canciones de compositores como Mozart, Schumann, Wolf y Zemlinsky con el pianista Werner Genuit. En 1977, grabó Abendlieder, Liebeslieder und Romanzen («Canciones de noche, canciones de amor y romances») con el tenor Ian Partridge, acompañada de solistas instrumentales como Hermann Baumann (trompa), Dieter Klöcker (clarinete), Karl-Otto Hartmann (fagot) y nuevamente Genuit. La selección de música de cámara rara vez interpretada incluye Schlummerlied («Canción para dormir») de Benedict Randhartinger para soprano, tenor, trompa y piano, Seit ich ihn gesehen de Franz Lachner (después de Chamisso) para soprano, clarinete y piano, y su "Laute Liebe" («Amor ruidoso») para soprano, fagot y piano.
En Wiesbaden, cantó con el coro Rheingauer Kantorei, tanto en 1979 el oratorio Elías de Mendelssohn con la hr-Sinfonieorchester de Fráncfort junto a Erich Wenk en la parte principal, como en Le Roi David de Honegger en 1980, con Claudia Eder y Gerd Nienstedt como el narrador.
Kelly ha sido profesora de canto en la Universidad de Música y Danza de Colonia desde 1986. Ha impartido clases magistrales en Europa y Corea del Sur. Sus estudiantes han incluido a Juan Carlos Echeverry, Julia Kleiter, Ulrike Maria Maier y Christiane Oelze. Varios de sus alumnos fueron premiados en concursos internacionales y son miembros de las principales compañías de ópera.